# Val-du-Layon
Val-du-Layon [val dy lɛjɔ̃]  est une commune nouvelle française située dans le département de Maine-et-Loire, en région Pays de la Loire, qui a été créée le 31 décembre 2015.
La commune possède un important passé minier lié à l'exploitation du bassin houiller de Basse Loire.

## Géographie

### Localisation
Val-du-Layon se trouve à une vingtaine de kilomètres au sud-ouest d'Angers.

### Communes limitrophes
Val-du-Layon est limitrophe des communes de Rochefort-sur-Loire au nord, Beaulieu-sur-Layon au nord-est, Chemillé-en-Anjou au sud et Chaudefonds-sur-Layon à l'ouest.
|                       | Rochefort-sur-Loire | Beaulieu-sur-Layon |
| Chaudefonds-sur-Layon | Val-du-Layon        |                    |
|                       | Chemillé-en-Anjou   |                    |

### Géologie et relief
Son territoire se trouve sur les unités paysagères du couloir du Layon et du plateau des Mauges.
La commune repose sur le bassin houiller de Basse Loire.

### Climat
Pour des articles plus généraux, voir Climat des Pays de la Loire et Climat de Maine-et-Loire.
En 2010, le climat de la commune est de type climat océanique altéré, selon une étude du CNRS s'appuyant sur une série de données couvrant la période 1971-2000. En 2020, Météo-France publie une typologie des climats de la France métropolitaine dans laquelle la commune est exposée à un climat océanique et est dans la région climatique Moyenne vallée de la Loire, caractérisée par une bonne insolation (1 850 h/an) et un été peu pluvieux.
Pour la période 1971-2000, la température annuelle moyenne est de 11,9 °C, avec une amplitude thermique annuelle de 13,9 °C. Le cumul annuel moyen de précipitations est de 616 mm, avec 11,2 jours de précipitations en janvier et 6 jours en juillet. Pour la période 1991-2020, la température moyenne annuelle observée sur la station météorologique de Météo-France la plus proche, « Martigne-briand », sur la commune de Terranjou à 14 km à vol d'oiseau, est de 12,6 °C et le cumul annuel moyen de précipitations est de 617,0 mm,. Pour l'avenir, les paramètres climatiques de la commune estimés pour 2050 selon différents scénarios d'émission de gaz à effet de serre sont consultables sur un site dédié publié par Météo-France en novembre 2022.

## Urbanisme

### Typologie
Au 1er janvier 2024, Val-du-Layon est catégorisée bourg rural, selon la nouvelle grille communale de densité à sept niveaux définie par l'Insee en 2022.
Elle est située hors unité urbaine. Par ailleurs la commune fait partie de l'aire d'attraction d'Angers, dont elle est une commune de la couronne,. Cette aire, qui regroupe 81 communes, est catégorisée dans les aires de 200 000 à moins de 700 000 habitants,.

## Histoire
Créée par un arrêté préfectoral du 16 novembre 2015, elle est issue du regroupement des deux communes de Saint-Aubin-de-Luigné et Saint-Lambert-du-Lattay qui deviennent des communes déléguées. Son chef-lieu est fixé à Saint-Lambert-du-Lattay.

## Politique et administration

### Administration municipale
Jusqu'aux élections municipales de 2020, le conseil municipal de la nouvelle commune est constitué de l'ensemble des conseillers municipaux des anciennes communes. Les maires des anciennes communes sont de droit maires délégués de chacune d'entre elles.
Depuis les élections municipales de 2020, le conseil municipal compte 27 conseillers et pourvoit 3 conseillers au conseil communautaire.
| Période                                  | Période                   | Identité         | Étiquette | Qualité                                                                                           |
| ---------------------------------------- | ------------------------- | ---------------- | --------- | ------------------------------------------------------------------------------------------------- |
| janvier 2016                             | mai 2020                  | Gérard Tremblay  |           | Viticulteur retraité Vice-président CC Loire Layon Aubance Maire délégué de Saint-Aubin-de-Luigné |
| mai 2020                                 | En cours (au 26 mai 2020) | Sandrine Belleut |           | Architecte d'intérieur                                                                            |
| Les données manquantes sont à compléter. |                           |                  |           |                                                                                                   |

### Intercommunalité
Issue de communes appartenant à des communautés de communes différentes, Val-du-Layon opte, lors du conseil municipal du 11 janvier 2016, pour son rattachement à la communauté de communes Loire-Layon ; rattachement effectif le 1er janvier 2017.
À la suite de la révision du schéma départemental de coopération intercommunale, le 1er janvier 2017 les communautés de communes Loire-Layon, Coteaux du Layon et Loire Aubance fusionnent dans la communauté de communes Loire Layon Aubance.

### Communes déléguées
| Nom                             | Code Insee | Intercommunalité       | Superficie (km2) | Population (dernière pop. légale) | Densité (hab./km2) |
| ------------------------------- | ---------- | ---------------------- | ---------------- | --------------------------------- | ------------------ |
| Saint-Lambert-du-Lattay (siège) | 49292      | CC Loire Layon Aubance | 14,44            | 2 004 (2013)                      | 139                |
| Saint-Aubin-de-Luigné           | 49265      | CC Loire Layon Aubance | 15,19            | 1 261 (2013)                      | 83                 |

## Population et société

### Démographie
L'évolution du nombre d'habitants est connue à travers les recensements de la population effectués dans la commune depuis sa création.

En 2022, la commune comptait 3 508 habitants, en évolution de +3,27 % par rapport à 2016 (Maine-et-Loire : +2,12 %, France hors Mayotte : +2,11 %).
| 2014  | 2019  | 2022  |
| ----- | ----- | ----- |
| 3 318 | 3 411 | 3 508 |

## Culture locale et patrimoine

### Lieux et monuments
- Château de la Haute-Guerche, des XIIIe XIVe XVe et XVIe siècles, monument historique inscrit selon l'arrêté du 18 mai 1971 (PA00109251)[21].
- Le Pont Barré, construit au XIIIe siècle, modifié en 1776 et  haut lieu de la  guerre de Vendée (1793-1796).
- Manoir de la Fresnaye, du XVIe siècle, monument historique inscrit selon l'arrêté du 14 mars 1986 (PA00109252)[22].
- Presbytère, des XVIe et XVIIIe siècles, monument historique classé selon l'arrêté du 9 décembre 1964 (PA00109253)[23].
- Coteau des Martyrs, où sont massacrées 17 personnes le 8 avril 1794 par l'une des colonnes infernales menée par Louis Grignon.
- Église de Saint-Lambert de style néogothique, réalisée par l'architecte Alfred Tessier et consacrée en 1885.
- Site de la Corniche Angevine, qui surplombe les vallées de la Loire et du Layon, site protégé classé selon l'arrêté du 11 février 2003.
- Musée de la Vigne et du Vin d'Anjou, siège de la Confrérie des Fins Gousiers d'Anjou[24].